# ۱۱۹۵ (خورشیدی)
۱۱۹۵ هزار و صد و نود و پنجمین سال هجری خورشیدی است.

## رویدادها
- انفجار آتشفشان تامبورا

## زادگان
- طاهره قرةالعین، معروف به قره العین، نخستین زنی که در ایران، بی‌حجاب در برابر مردان ظاهر شد.